# Kapariana
Kapariana (Grieks: Καπαριανά) is een dorp op het Griekse eiland Kreta.
Kapariana is een dorp in de deelgemeente (dimotiki enotita) Moires van de fusiegemeente (dimos) Faistos, in de Griekse bestuurlijke regio (periferia) Kreta.